# گازپروم مدیا
گازپروم مدیا (روسی: ОАО Газпром-Медиа) شرکت رسانه‌ای روسی است، که در سال ۲۰۰۰ توسط شرکت گازپروم تأسیس شد.